# فاسيليسا دافانكوفا
فاسيليسا أليكساندروفنا دافانكوفا (بالروسية: Василиса Александровна Даванкова)؛ من مواليد 2 مايو 1998) راقصة جليدية سابقة ومتزلج روسية مع شريكها السابق أندريه ديبوتات، حصلت على الميدالية البرونزية في بطولة العالم للتزلج على الجليد للناشئين 2012، والميدالية الفضية في الجائزة الكبرى لنهائي التزلج الفني على الجليد 2012-13، والبطلة الروسية للناشئين لعام 2012. ثم تعاونت لفترة وجيزة مع ألكسندر إنبرت لكنها أنهت شراكتهما في عام 2015.

## روابط خارجية
- فاسيليسا دافانكوفا في الاتحاد الدولي للتزلج